# Cobadin
Cobadin è un comune della Romania di 8 893 abitanti, ubicato nel distretto di Costanza, nella regione storica della Dobrugia.
Il comune è formato dall'unione di 5 villaggi: Cobadin, Conacu, Curcani, Negrești, Viișoara.